# Le Titanic (mini-série)
Pour les articles homonymes, voir Titanic (homonymie).
Le Titanic (Titanic) est une mini-série américaine de Robert Lieberman sortie en 1996, produite par Hallmark Entertainment. Le film raconte l'histoire de plusieurs passagers, certains ayant réellement existé, d'autres fictifs, à bord du paquebot Titanic et son tragique naufrage en avril 1912. Elle a remporte l'Emmy Award du meilleur son.

## Synopsis
Le 10 avril 1912, le Titanic s'apprête à partir de Southampton pour sa traversée inaugurale jusqu'à New York.
Isabella Paradine voyage en première classe pour rejoindre son mari en Amérique après avoir assisté aux funérailles de sa tante en Angleterre. Durant la traversée, elle rencontre Wynn Park, son amour de jeunesse. Les deux anciens amants tombent à nouveau amoureux et, après une brève liaison, Isabella écrit un message à son mari lui disant son intention de le quitter à son arrivée à New York malgré leur fille Claire. 
Également en première classe, la famille Allison voyage sur le Titanic pour rentrer chez eux à Montréal, avec ses deux petits enfants, ainsi que sa nouvelle gouvernante, Alice Cleaver, chargée de s'occuper de leur bébé Trevor. 
En troisième classe, un jeune vagabond nommé Jamie Pierce vole pour sa part un billet et embarque à bord. Il devient le complice de Simon Doonan, un membre d'équipage malveillant, qui est aussi un voleur, mais qui s’avèrera plus tard être un criminel beaucoup plus violent et cruel que Jamie. Le jeune homme rencontre Osa Ludvigsen, une jeune passagère chrétienne récemment convertie et missionnaire, dont il tombe amoureux.
Le 14 avril au soir, Osa est brutalement violée et battue par Doonan dans les douches des troisièmes classes, ce qui lui fait perdre sa foi et sa volonté de vivre. Quelques instants plus tard, le paquebot heurte un iceberg et sombre. Alice emporte Trevor avec elle dans un canot de sauvetage, et la famille Allison meurt dans le naufrage en le recherchant. Jamie ne réussit pas à convaincre Osa de l'accompagner, mais l'incite à embarquer dans le canot de sauvetage où se trouve également Isabella. Doonan en profite pour se faufiler dans le canot, déguisé en vieille femme. 
Après le naufrage du Titanic, Osa et Isabella supplient le cinquième officier Lowe de revenir en arrière afin de venir en aide aux passagers restés dans l'eau. Doonan proteste et dévoile son identité aux passagers du canot de sauvetage. L'ayant reconnu, Osa se jette sur Doonan qui la propulse par-dessus bord. Il sort alors une arme à feu et ordonne aux passagers du canot de s'asseoir. Isabella et l'officier Lowe tentent de sauver Osa de l'eau glacée en lui tendant une rame. Quand Doonan leur ordonne une nouvelle fois de se rasseoir, l'officier Lowe le frappe avec la rame, lui brisant la nuque et tombe à l'eau, mort. Jamie lui-même réussit à survivre lorsqu'il tombe accidentellement dans l'un des derniers canots de sauvetage avant le naufrage du Titanic. Il retrouve Osa à bord du Carpathia dans l'hôpital de fortune du navire. À leur arrivée à New York, les deux jeunes gens prévoient de commencer une nouvelle vie ensemble.
Sur le Carpathia, Isabella est quant à elle accablée de chagrin lorsqu'elle découvre le corps sans vie de Wynn, repêché par les équipes de recherche. À New York, elle retrouve néanmoins sa fille et son mari. Isabella s'excuse pour le message qu'elle lui a écrit, mais son mari ignore tout de son contenu car celui-ci n'a en réalité jamais été envoyé. La famille étant à nouveau réunie, Isabella garde le silence et conserve son secret.

## Fiche technique
- Titre original : Titanic
- Titre français : Le Titanic
- Réalisation : Robert Lieberman
- Scénario : Ross LaManna, Joyce Eliason
- Photographie : David Hennings
- Montage : Tod Feuerman
- Musique : Lennie Niehaus
- Superviseur des effets visuels : Janet Muswell
- Décors : Christiaan Wagener
- Producteur : Rocky Lang, Harold Tichenor
- Producteur exécutif : Larry Sanitsky, Frank Konigsberg
- Société de distribution : RHI Entertainment
- Pays d'origine :  Canada ;  États-Unis
- Langue : anglais
- Format : couleur - 1.33 : 1
- Genre : action, drame, catastrophe
- Durée : 173 minutes
- Dates de premières diffusions :
  -  États-Unis : 17 novembre 1996 et 19 novembre 1996 sur CBS
  -  France : 20 mars 1998 sur M6

## Distribution

### Personnages fictifs
- Peter Gallagher (VF : Bernard Alane) : Wynn Park
- Catherine Zeta-Jones (VF : Nathalie Régnier) : Isabella Paradine
- Tim Curry (VF : Patrick Floersheim) : Simon Doonan
- Mike Doyle (VF : Jean-Pierre Michael) : Jaime Pierce
- Sonsee Neu (VF : Sauvane Delanoë) : Osa Ludvigsen
- Eva Marie Saint (VF : Lily Baron) : Hazel Foley
- Molly Parker (VF : Sarah Marot) : Lulu Foley
- Hagan Beggs : Alden Foley
- Crystal Verge : Miss Marge Miller
- Eric Keenleyside : Black Billy Jack
- Tamsin Kelsey (VF : Dominique Lelong) : Clardina Jack

### Personnages historiques
- George C. Scott (VF : André Valmy) : le capitaine Edward Smith
- Roger Rees : Joseph Bruce Ismay
- Scott Hylands : John Jacob Astor
- Janne Mortil (VF : Anne Rondeleux) : Madeleine Astor
- Felicity Waterman (VF : Odile Schmitt) : Alice Cleaver
- Marilu Henner (VF : Annie Balestra) : Molly Brown
- Malcolm Stewart : le 1er officier William McMaster Murdoch
- Kevin McNulty : le 2d officier Charles Lightoller
- Gerard Plunkett : le 4e officier Joseph Boxhall
- Kavan Smith (VF : Olivier Destrez) : le 5e officier Harold Lowe
- Matt Hill (VF : Stéphane Ronchewski) : l'opérateur radio Jack Phillips
- Barry Pepper : le 2d opérateur Harold Bride
- Harley Jane Kozak : Bess Allison
- Kevin Conway : Hudson Allison
- Devon Hoholuk (VF : Fily Keita) : Lorraine Allison
- Stephen Dimopoulos : le chef mécanicien J. Bell
- Martin Evans : le quartier-maître R. Hichens
- Byron Lucas : le veilleur Frederick Fleet
- Aaron Pearl : le veilleur Reginald Robinson Lee
- Peter Haworth : Isidor Straus
- Janie Woods-Morris : Ida Straus
- Terence Kelly : le capitaine Arthur Rostron

## Récompenses et critiques
Les critiques du téléfilm sont mitigées. Le New York Daily News déplore ainsi que le brillant casting soit sous-exploité par le réalisateur, et que les propriétaires du navire paraissent aussi sympathiques que ceux du pétrolier Exxon Valdez. Le film a cependant remporté l'Emmy Award du meilleur son, et été nommé pour celui des meilleurs costumes.
L’épilogue comporte une inexactitude : il est dit que toutes les tentatives pour renflouer le navire ont échoué : en réalité, elles ne sont restées qu’à l’état de projets.